# Martin Jan Vochoč
Martin Jan Vochoč (19. října 1910 Praha – 7. února 1967 Jablonec nad Nisou) byl český starokatolický duchovní a též správce starokatolického biskupství.

## Životopis
V polovině 30. let 20. století se stal historiografem Řádu maltézských rytířů. Přestoupil do starokatolické církve a roku 1936 byl vysvěcen na kněze a téhož roku ustanoven administrátorem pražské farní obce, od roku 1938 pak vikářem u kapli sv. Máří Magdalény. Roku 1942 byl zvolen farářem farní obce Praha-západ.
Jako kněz a archivář pomáhal v roce 1939 československým Židům v jejich snahách o včasnou emigraci, vystavoval jim fingované křestní listy. Celkem jich vystavil na 1500. Tak mnoha rodinám pomohl vystěhovat se do zámoří a zachránil je před holokaustem. Po atentátu na Heydricha (v květnu 1942) byl zatčen gestapem a několik let pak prožil v pracovním táboře v bavorském Coburgu. Až do konce války mu nebyla dovolena duchovenská činnost.
Od roku 1946 působil jako starokatolický duchovní v Jablonci nad Nisou. Roku 1946 byl znovu udán přítelem za hanobení prezidenta Eduarda Beneše. Vochoč byl zatčen a po několika dnech byl propuštěn na svobodu, ale vyšetřován byl dále. Tehdy byl též vyloučen ze Syndikátu českých novinářů. V panice se pokusil emigrovat do zahraničí, ale byl zadržen pohraniční stráží a 27. března 1947 odsouzen lidovým soudem na pět let za urážku Edvarda Beneše a za aktivistické články a za přednášky na výcvikových táborech Kuratoria mládeže v době protektorátu. Martin Jan Vochoč si trest odseděl ve věznicích v Pardubicích a Valdicích. Během vězení sepsal dosud nevydanou historickou monografii Valdštejn zblízka.
Po propuštění v roce 1952 mohl opět od roku 1954 působit jako starokatolický kněz v Desné v Jizerských horách, Varnsdorfu a Jablonci nad Nisou, kde roku 1967 zemřel a byl pochován na tamním hřbitově.